# Onopordum alexandrinum
Onopordum alexandrinum là một loài thực vật có hoa trong họ Cúc. Loài này được Boiss. mô tả khoa học đầu tiên năm 1849.